# Луї де Рувруа
Луї де Рувруа, герцог де Сен-Сімон (фр. Louis de Rouvroy, duc de Saint-Simon; 16 січня 1675 — 2 березня 1755) — один з найвідоміших мемуаристів, автор докладної хроніки подій і інтриг версальського двору часів Людовика XIV і Регентства.

## Придворна кар'єра
Син одного з фаворитів Людовика XIII, далекого родича принца Конде, який в «день обдурених» вчасно переметнувся на бік Рішельє, за що дістав титул герцога. У 1692 р. здійснив свій перший похід під керівництвом маршала Люксембургу, під час якого відзначився в боях при Флерюсі і Неервиндені. У 1693 р. успадкував титул герцога і пера і був проведений в бригадні генерали.
Сен-Сімон незабаром залишив військову службу, бо не здобув прихильності Людовика XIV. Дотримуючись аристократичних поглядів, будучи послідовником янсенізму й людиною суворої вдачі, він стояв на боці дофіна і ворогував з мадам Ментенон і принцами. Потім приєднався до партії герцога Орлеанського, хоча з його улюбленцем, кардиналом Дюбуа, спільну мову знайти не зміг.
Коли його покровитель став регентом, Сен-Сімон був призначений в раду регентства. Після укладення миру з Іспанією герцог був посланий регентом в Мадрид, де влаштував заручини малолітнього Людовика XV з інфантою Марією-Анною, за що йому був подарований титул гранда. Після смерті регента Сен-Сімон завершив придворну кар'єру і, не бажаючи бачити торжество ворогів, пішов у свій маєток Лаферте-Видам, де присвятив себе написанню мемуарів.

## Мемуари

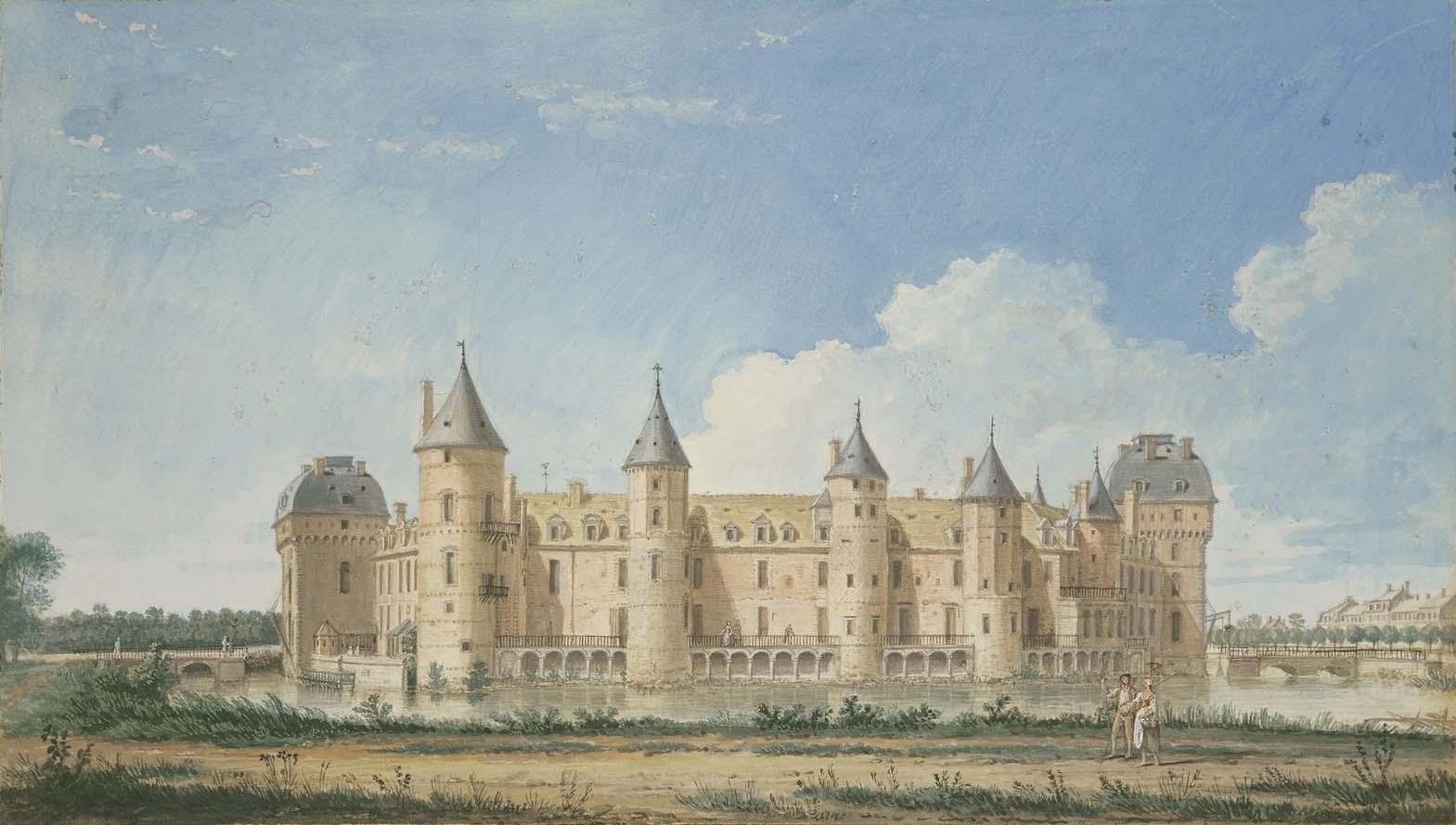
Маєток Сен-Сімона, де були написані його мемуари.

Після смерті Сен-Сімона численні його папери були конфісковані за розпорядженням двору і здані в державний архів. Мемуари народилися зі спростувань Сен-Сімона на записки маркіза де Данжо; в них він роздає влучні характеристики й по слово до батька не бігає. Мемуари стали з'являтися у пресі тільки з 1784 року, а перше повне видання (хоча і пом'якшене) побачило світ у 1818 році, викликавши фурор в стані романтиків.
Мемуари Сен-Сімона є безцінним посібником з історії (1694—1723). Наслідуючи Тацита, він намагається вгадувати приховані пружини вчинків тих чи інших історичних особистостей, але разом з тим на перший план часто виступають його упередженість і особиста неприязнь. Як історик він надто перебільшує значення аристократичних партій і придворних інтриг.